# Cryptops pori
Cryptops pori är en mångfotingart som beskrevs av Negrea 1997. Cryptops pori ingår i släktet Cryptops och familjen Cryptopidae.
Artens utbredningsområde är Israel. Inga underarter finns listade i Catalogue of Life.